# Top Spin 3
Pour les articles homonymes, voir Top Spin (homonymie).
Top Spin 3 est un jeu vidéo de sport (tennis) sorti en 2009 sur Xbox 360, PlayStation 3, Wii et Nintendo DS. Il s'agit de la suite de Top Spin 2.

## Joueurs
Joueurs du circuit ATP :
- Roger Federer
- Rafael Nadal PS3
- Andy Roddick
- James Blake
- David Nalbandian
- Andy Murray
- Tomáš Berdych
- Tommy Haas
- Mario Ančić
- Gaël Monfils
- Mark Philippoussis

Joueuses du circuit WTA :
- Maria Sharapova
- Justine Henin
- Amélie Mauresmo
- Svetlana Kuznetsova
- Nicole Vaidišová
- Caroline Wozniacki

Légendes :
- Boris Becker
- Björn Borg WII
- Monica Seles WII

## Ambassadeurs du jeu
Divers joueurs et joueuses figurent sur la pochette du jeu selon les pays. Voici les joueurs qui sont sur les jaquettes:
- Aux États-Unis : Roger Federer, Maria Sharapova et Andy Roddick
- En Grande-Bretagne : Roger Federer, Maria Sharapova et Andy Murray
- En Espagne : Roger Federer, Maria Sharapova et Rafael Nadal
- En France : Roger Federer, Maria Sharapova et Gaël Monfils